# Ramón Montoya (beisbolista)

Los Diablos Rojos del México retiraron el número 32 de Montoya en 1976

Ramón Montoya Lerma (8 de diciembre de 1940 – 24 de enero de 2019), conocido como Diablo, fue un beisbolista profesional Mexicano que en sus últimos años se desempeñó como entrenador. Montoya pasó toda su carrera en la Liga Mexicana de Béisbol jugando para los Diablos Rojos del México como jardinero central. También participó en la Liga Mexicana del Pacífico y en la Texas League. Fue entronizado en el Salón de la Fama del Béisbol Profesional de México en 1990.

## Carrera
Montoya nació el 8 de diciembre de 1940 en Mexicali, Baja California. Apodado "Diablo" desde joven, fue parte del equipo que representó a México en la Serie Mundial Amateur de 1961, celebrada en Costa Rica.
Debutó profesionalmente en la Liga Mexicana de Béisbol (LMB) ese mismo año registrado como Rodolfo Montoya, participando en ocho juegos con los Diablos Rojos del México. La temporada siguiente, ya usando su nombre real -Ramón Montoya-, se convirtió en el jardinero central titular de los Diablos, posición en la que jugaría por las siguientes quince temporadas.
En 1964 jugó en la Texas League con el equipo El Paso Diablos, participando en 90 juegos. Sin embargo, tuvo que regresar a México debido a una fractura en la clavícula.
Montoya ganó cuatro campeonatos de la LMB con los Diablos Rojos en 1968, 1973, 1974 y 1976. Se retiró al término de la temporada 1976 y ese mismo año su número 32 fue retirado por el México.
También participó trece temporadas en la Liga Mexicana del Pacífico (LMP), debutando en la temporada 1961–62 con los Naranjeros de Hermosillo. También jugó con los Rieleros de Empalme, Algodoneros de Guasave, Yaquis de Ciudad Obregón, Tomateros de Culiacán y Ostioneros de Guaymas. En 1964, jugando para los Rieleros, Montoya rompió el récord de la LMP de más hits en una temporada con 130; el récord se mantiene vigente hasta el día de hoy.
El 13 de julio de 1990, Montoya ingresó al Salón de la Fama del Béisbol Profesional de México. También es parte del Salón de la Fama de Mexicali.
En los setenta, los Diablos Rojos tuvieron una mascota llamada Ramoncito, basada en Montoya disfrazado de diablo. La mascota fue usada nuevamente en 2024.
Después de su retiro, Montoya permaneció con los Diablos Rojos como entrenador y fue considerado el sucesor del legendario mánager Cananea Reyes. En sus últimos años de vida, fue instructor de la Academia de Beisbol Alfredo Harp Helú.

## Muerte
Montoya falleció el 24 de enero de 2018 en Cuernavaca, Morelos.